# Martín Abizanda y Vallabriga
Martín Abizanda y Vallabriga (Zaragoza, 1915-Madrid, 1976) fue uno de los más destacados periodistas de Aragón en el siglo XX y pionero del periodismo cinematorgráfico en España.
Trabajó a partir de 1940 en las revistas Cámara y Semana, y desde 1952 dirigió los semanarios Cine Mundo y Cine Radio, de gran éxito.
Fue uno de los primeros periodistas aragoneses en dedicar íntegramente su obra a la temática del cine, pues en la radio dedicó un espacio titulado Pantallas y Escenarios a esta disciplina. Poco después obtuvo un premio otorgado por el Círculo de Escritores Cinematográficos, por haber fundado en 1951 Cine en 7 días. También escribió dos guiones para cine, Siempre es domingo y Jandro. Falleció en Madrid.

## Premios
Medallas del Círculo de Escritores Cinematográficos
| Año  | Categoría                | Película                                            | Resultado |
| ---- | ------------------------ | --------------------------------------------------- | --------- |
| 1951 | Mejor labor periodística | «Pantallas y escenarios» de Cabalgata fin de semana | Ganador   |
| 1963 | Mejor labor periodística |                                                     | Ganador   |